# Нанси Хюстън
Нанси Хюстън (на английски: Nancy Huston) е канадско-френска преводачка и писателка на бестселъри в жанра съвременен роман.

## Биография и творчество
Нанси Хюстън е родена на 16 септември 1953 г. в Калгари, Албърта, Канада. Отраства до петнадесетгодишна възраст, след което семейството се премества в Уилтън, Ню Хемпшир, САЩ. Учи в колежа „Сара Лорънс“ в Ню Йорк, от където има възможност да прекара една година от следването си в Париж. Пристига в Париж през 1973 г. и получава магистърска степен по лингвистика и семиотика от Търговския университет на Париж (HEC Paris) с дисертация с ръководител философа Ролан Барт.
През 70-те години е активист на движението на жените без да достига до крайности, а през 80-те преподава в Института за феминистки изследвания на Колумбийския университет в Париж. След смъртта на Барт тя се насочва към писателската кариера.
През 1979 г. се омъжва френско-българския теоретик и философ Цветан Тодоров. Имат две деца. Развеждат се през 2014 г.
Първият ѝ роман „Les variations Goldberg“ е издаден през 1981 г. Той става бестселър и е номиниран за наградата „Фемина“.
Романът ѝ „Cantique des plaines“ от 1993 г. е удостоен с Голямата награда за книга на френски език.
През 1996 г. е удостоена с наградата „Гонкур“ за студенти за романа си „Instruments des ténèbres“. За романа си „Разломи“ от 2006 г. е удостоена с наградата „Фемина“. През 2007 г. е удостоена с титлата доктор хонорис кауза на Лиежкия университет.
Писателката пише своите произведения предимно на френски език, като прави собствени преводи на по-голямата част от тях от френски на английски език.
Нанси Хюстън живее от 2013 г. с швейцарския художник Гай Оберсон в Париж.

## Произведения

### Самостоятелни романи
- Les variations Goldberg (1981) – издаден и като „The Goldberg Variations“[1][2][3][4][5]
- Histoire d'Omaya (1985) – издаден и като „The Story of Omaya“
- Trois fois septembre (1989)
- Cantique des plaines (1993) – издаден и като „Plainsong“
- La Virevolte (1994) – издаден и като „Slow Emergencies“
- Instruments des ténèbres (1996) – издаден и като „Instruments of Darkness“
- L'empreinte de l'ange (1988) – издаден и като „The Mark of the Angel“
Целувката на ангела, изд.: „Меридиани“, София (2002), прев. Радосвета Гетова
- Prodige: polyphonie (1999) – издаден и като „Prodigy“
- Limbes/Limbo (2000)
- Visages de l'aube (2001) – с Валери Уинкел
- Dolce Agonia (2001)
- Une adoration (2003) – издаден и като „An Adoration“
- Lignes de faille (2006) – издаден и като „Fault Lines“
Разломи, изд.: Парадокс, София (2009), прев. Весела Антонова
- Infrarouge (2010)
- Danse noire (2013)

### Детска литература
- Véra veut la vérité (1994) – с Леа Хюстън и Вили Глазо[1][2][3][4][5]
- Dora demande des détails (1997) – с Леа Хюстън и Паскал Бужо
- Les souliers d'or (1998)

### Пиеси
- Angela et Marina (2002) – с Валери Грейл
- Jocaste reine (2009)

### Документалистика
- Jouer au papa et à l'amant (1979)[1][2][3][4][5]
- Dire et interdire: éléments de jurologie (1980)
- Mosaïque de la pornographie: Marie-Thérèse et les autres (1982)
- Journal de la création (1990)
Дневник на сътворението, изд.: ИК „Колибри“, София (2008), прев. Радосвета Гетова
- Tombeau de Romain Gary (1995)
Надгробен камък за Ромен Гари, изд.: „Леге Артис“, Плевен (2006), прев. Зорница Китинска
- Pour un patriotisme de l'ambiguïté (1995)
- Nord perdu: suivi de Douze France (1999)
- Nord perdu: suivi de Douze France (2002)
- Professeurs de désespoir (2004)
- Passions d'Annie Leclerc (2007)
- L'espèce fabulatrice (2008)
- L'espèce fabulatrice (2008)
- Reflets dans un œil d'homme (2012)
Отражения в мъжки поглед, изд.: „Изток-Запад“, София (2014), прев. Зорница Павлова
- Françoise Pétrovitch (2013)

### Екранизации
- 2015 Sacres – документален, съсценарист и автор
- 1999 Отведи ме – сценарий
- 1998 Voleur de vie – автор